# Merufe
Merufe es una freguesia portuguesa del concelho de Monção, con 28,49 km² de superficie y 1.237 habitantes (2001). Su densidad de población es de 43,4 hab/km².

## Galería

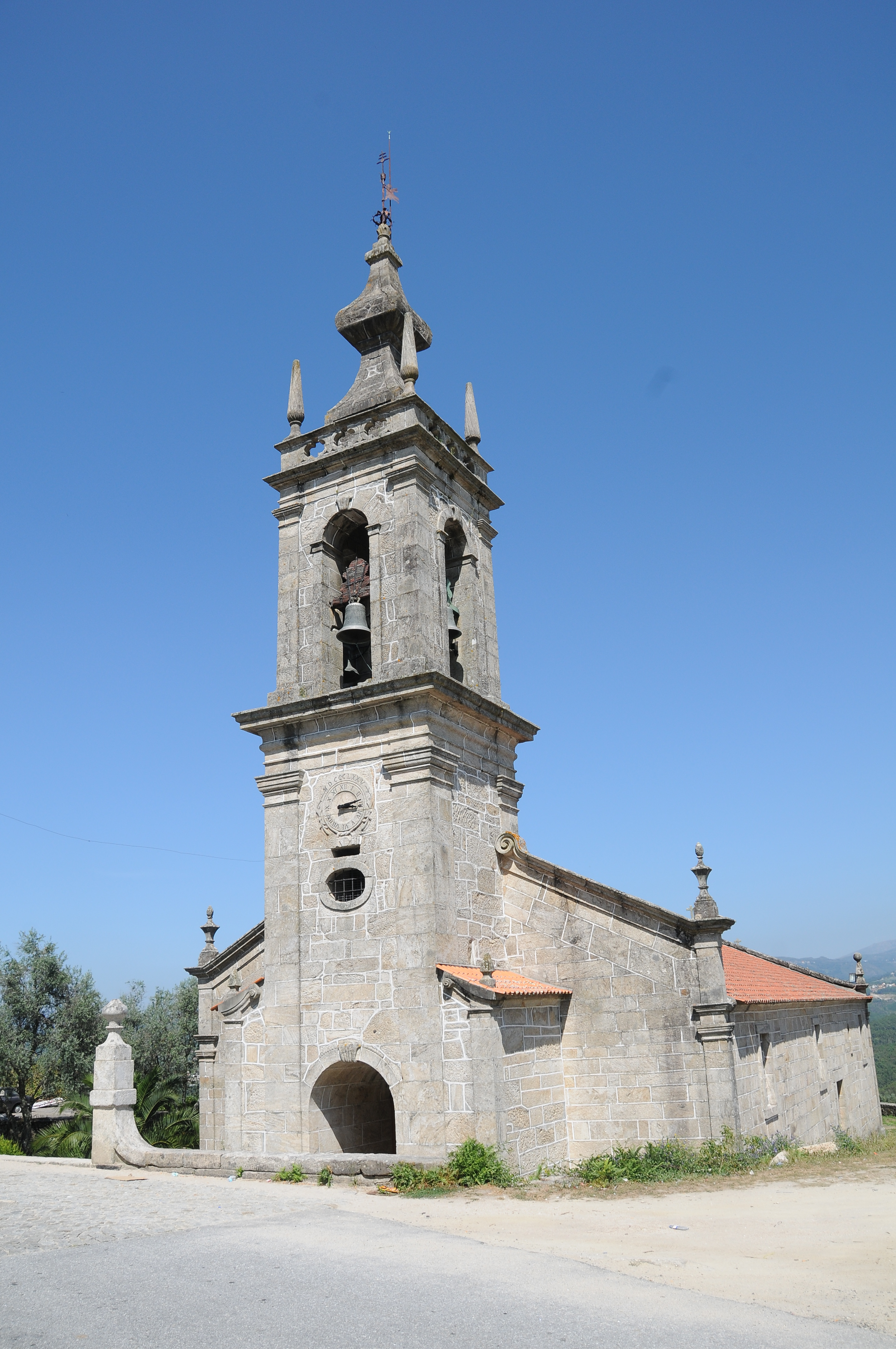
Iglesia de Merufe